# Trust Me
Trust Me é o quarto álbum de estúdio do cantor e compositor inglês de Pop/R&B e Soul Craig David, lançado em 2007.

## Faixas
1. "Hot Stuff (Let's Dance)" - 3:42
2. "6 of 1 Thing" - 3:47
3. "Friday Night" - 3:33
4. "Awkward" (com Rita Ora) - 3:37
5. "Just a Reminder" - 3:49
6. "Officially Yours" - 3:55
7. "Kinda Girl for Me" - 3:47
8. "She's on Fire" - 5:04
9. "Don't Play with our Love" - 3:59
10. "Top of The Hill" - 3:54
11. "This is the Girl" (com Kano) - 4:10